# Trofeul Carpați (handbal feminin) - Ediția a 52-a
Competiția din 2022 a reprezentat a 52-a ediție a Trofeului Carpați la handbal feminin pentru senioare, turneu amical organizat anual de Federația Română de Handbal cu începere din anul 1959. Ediția din 2022 a fost găzduită de noua sală polivalentă din orașul Bistrița, între 29 septembrie și 1 octombrie. Orașul gazdă a fost ales în timpul turneului „Gloria 100”, la care a fost prezent și Constantin Din, președintele Federației Române de Handbal.

## Echipe participante
Echipele participante au fost: Austria, România, Serbia și Spania.

### România
România a participat cu o selecționată condusă de antrenorii Florentin Pera și Bogdan Burcea. Un prim lot de 22 jucătoare a fost anunțat pe 12 septembrie 2022. Lotul final cu 21 de handbaliste a fost anunțat pe 19 septembrie 2022.
| Portari - 12 Diana Ciucă (CS Rapid București) - 20 Iulia Dumanska (CS Gloria 2018 Bistrița) - 98 Daciana Hosu (SCM Râmnicu Vâlcea) Extreme stânga - 02 Nicoleta Dincă (CS Gloria 2018 Bistrița) - 21 Alexandra Dindiligan (CSM București) - 89 Corina Lupei (SCM Râmnicu Vâlcea) Intermediari stânga - 08 Cristina Neagu (CSM București) - 14 Bianca Bazaliu (CS Gloria 2018 Bistrița) - 31 Bianca Harabagiu (SCM Gloria Buzău) - 99 Sorina Grozav (CS Rapid București) Centri - 03 Mădălina Zamfirescu (SCM Gloria Buzău) - 04 Laura Pristăvița (CS Gloria 2018 Bistrița) - 07 Eliza Buceschi (CS Rapid București) | Pivoți - 27 Lorena Ostase (CS Rapid București) - 77 Crina Pintea (CSM București) - 0 Andreea Țîrle (CS Minaur Baia Mare) Intermediari dreapta - 0 Daria Bucur (SCM Râmnicu Vâlcea) - 26 Anca Mițicuș (CS Minaur Baia Mare) Extreme dreapta - 22 Alexandra Badea (CS Rapid București) - 30 Sonia Seraficeanu (CS Gloria 2018 Bistrița) - 79 Andra Moroianu (SCM Gloria Buzău) |

Antrenori
- Florentin Pera - Antrenor principal
- Bogdan Burcea - Antrenor secund
- Ildiko Barbu - Antrenor pentru portari

### Austria
Austria a participat cu un lot de 16 jucătoare condus de antrenorul Herbert Müller. Componența echipei a fost anunțată pe 19 septembrie 2022.
| Portari - 01 Lena Ivancok (RK Lokomotiva Zagreb) - 16 Petra Blazek (Hypo Niederösterreich) Extreme stânga - 48 Nina Neidhart (Hypo Niederösterreich) - 54 Santina Sabatnig (MGA Fivers Wien) Intermediari stânga - 03 Katarina Pandza (TuS Metzingen) - 07 Johanna Schindler (Hypo Niederösterreich) - 17 Johanna Reichert (Thüringer HC) - 29 Ines Ivancok (Mosonmagyaróvári KC SE) Centri - 05 Sonja Frey (Thüringer HC) - 09 Patricia Kovács (Mosonmagyaróvári KC SE) - 64 Ana Pandza (RK Podravka Koprivnica) | Pivoți - 22 Stefanie Kaiser (HSG Blomberg-Lippe) - 44 Nora Leitner (Hypo Niederösterreich) Intermediari dreapta - 18 Kristina Dramac (RK Lokomotiva Zagreb) Extreme dreapta - 11 Fabienne Tomasini (LC Brühl) - 15 Claudia Wess (Hypo Niederösterreich) |

Antrenori
- Herbert Müller - Antrenor principal
- Helfried Müller - Antrenor secund

### Spania
Spania a participat cu un lot de 16 jucătoare condus de antrenorul José Ignacio Prades. Componența echipei a fost anunțată pe 13 septembrie 2022. Pe 27 septembrie, Carmen Campos, care acuzase un disconfort la glezna dreaptă în timpul antrenamentelor, a fost înlocuită cu Martina Capdevila.
| Portari - 16 Mercedes Castellanos (CB Málaga Costa del Sol) - 45 Maddi Aalla (Super Amara Bera Bera) Extreme stânga - 17 Jennifer Gutiérrez (CS Rapid București) - 31 Ona Vegué (KH-7 BM Granollers) Intermediari stânga - 27 Lara González (Paris 92) - 86 Alexandrina Barbosa (CBM Morvedre) Centri - 07 Ester Arrojeria (Super Amara Bera Bera) - 0 Martina Capdevila (KH-7 BM Granollers) - 34 Alicia Fernández (CS Rapid București) | Pivoți - 10 Elísabet Cesáreo (JDA Dijon Handball) - 23 Alba Spugnini (Rocasa Gran Canaria) - 61 Lysa Tchaptchet (Vipers Kristiansand) Intermediari dreapta - 39 Almudena Rodríguez (Rocasa Gran Canaria) - 62 Paula Arcos (Super Amara Bera Bera) Extreme dreapta - 18 Maitane Etxeberria (Super Amara Bera Bera) - 57 Paula Valdivia (CB La Calzada) |

Antrenori
- José Ignacio Prades - Antrenor principal

### Serbia
Serbia a participat cu un lot de 19 jucătoare condus de antrenorul Uroš Bregar. O primă echipă a fost anunțată pe 16 septembrie 2022. Componența finală a fost publicată pe 28 septembrie, când s-a anunțat că Jovana Kovačević și Nataša Lovrić vor rata turneul din cauza unor accidentări.
| Portari - 12 Jelena Đurašinović (ŽORK Jagodina) - 16 Jovana Risović (RK Krim Mercator) - 91 Kristina Graovac (Kisvárdai KC) Extreme stânga - 03 Nataša Ćetković (ŽRK Vojvodina) - 25 Aleksandra Stamenić (Kisvárdai KC) Intermediari stânga - 06 Katarina Stošić (Alba Fehérvár KC) - 33 Jovana Stojiljković (Chambray Touraine HB) - 40 Dunja Tabak (ŽRK Železničar) Centri - 07 Aleksandra Vukajlović (CS Minaur Baia Mare) - 22 Jovana Jovović (Moyra-Budaörs Handball) - 71 Kristina Liščević (HC Dunărea Brăila) | Pivoți - 14 Edita Nuković (SV Union Halle-Neustadt) - 31 Katarina Bojičić (ŽORK Jagodina) - 83 Marija Petrović (SCM Gloria Buzău) Intermediari dreapta - 09 Jelena Lavko (HC Dunărea Brăila) - 11 Marija Agbaba (Békéscsabai Előre NKSE) - 15 Anđela Janjušević (Siófok KC) Extreme dreapta - 17 Ana Kojić (Siófok KC) - 34 Dunja Radević (ŽRK Metalac Kraljevo) |

Antrenori
- Uroš Bregar - Antrenor principal

## Partide
Partidele au loc pe durata a trei zile, 29 septembrie, 30 septembrie și 1 octombrie 2022, în Sala Polivalentă „Unirea” din Bistrița. Meciurile se joacă în sistem fiecare cu fiecare și sunt transmise de postul de televiziune PRO Arena. Programul complet și orele de desfășurare a partidelor au fost anunțate pe 19 septembrie 2022. Biletele au fost puse în vânzare pe 23 septembrie 2022.
Arbitrii și observatorii au fost anunțați pe 26 septembrie. Regulamentul privind accesul spectatorilor a fost publicat pe 28 septembrie.
| 29 septembrie 2022 PRO•ARENA17:30 | Serbia  | 30 – 28 | Spania  | Sala Polivalentă „Unirea”, Bistrița Arbitri: Lungu, Paraschiv |
| 29 septembrie 2022 PRO•ARENA17:30 | Lavko 9 | (16–17) | Arcos 8 | Sala Polivalentă „Unirea”, Bistrița Arbitri: Lungu, Paraschiv |
| 29 septembrie 2022 PRO•ARENA17:30 | Cronica |         |         | Sala Polivalentă „Unirea”, Bistrița Arbitri: Lungu, Paraschiv |

| 29 septembrie 2022 PRO•ARENA20:00 | România  | 32 – 32 | Austria | Sala Polivalentă „Unirea”, Bistrița Arbitri: Șerbu, Vasilescu |
| 29 septembrie 2022 PRO•ARENA20:00 | Neagu 11 | (16–15) | Frey 9  | Sala Polivalentă „Unirea”, Bistrița Arbitri: Șerbu, Vasilescu |
| 29 septembrie 2022 PRO•ARENA20:00 | Cronica  |         |         | Sala Polivalentă „Unirea”, Bistrița Arbitri: Șerbu, Vasilescu |

| 30 septembrie 2022 PRO•ARENA17:30 | Austria             | 27 – 32 | Spania           | Sala Polivalentă „Unirea”, Bistrița Arbitri: Iliescu, Manea |
| 30 septembrie 2022 PRO•ARENA17:30 | Kovács, Schindler 6 | (12–15) | Cabral Barbosa 8 | Sala Polivalentă „Unirea”, Bistrița Arbitri: Iliescu, Manea |
| 30 septembrie 2022 PRO•ARENA17:30 | Cronica             |         |                  | Sala Polivalentă „Unirea”, Bistrița Arbitri: Iliescu, Manea |

| 30 septembrie 2022 PRO•ARENA20:00 | România  | 26 – 20 | Serbia   | Sala Polivalentă „Unirea”, Bistrița Asistență: 2500 Arbitri: Lungu, Paraschiv |
| 30 septembrie 2022 PRO•ARENA20:00 | Grozav 7 | (11–10) | Agbaba 5 | Sala Polivalentă „Unirea”, Bistrița Asistență: 2500 Arbitri: Lungu, Paraschiv |
| 30 septembrie 2022 PRO•ARENA20:00 | Cronica  |         |          | Sala Polivalentă „Unirea”, Bistrița Asistență: 2500 Arbitri: Lungu, Paraschiv |

| 1 octombrie 2022 PRO•ARENA17:30 | Serbia                | 30 – 29 | Austria    | Sala Polivalentă „Unirea”, Bistrița Arbitri: Șerbu, Vasilescu |
| 1 octombrie 2022 PRO•ARENA17:30 | Lavko, Stojiljković 8 | (13–14) | Neidhart 7 | Sala Polivalentă „Unirea”, Bistrița Arbitri: Șerbu, Vasilescu |
| 1 octombrie 2022 PRO•ARENA17:30 | Cronica               |         |            | Sala Polivalentă „Unirea”, Bistrița Arbitri: Șerbu, Vasilescu |

| 1 octombrie 2022 PRO•ARENA20:00 | România  | 25 – 23 | Spania                      | Sala Polivalentă „Unirea”, Bistrița Asistență: 3000 Arbitri: Iliescu, Manea |
| 1 octombrie 2022 PRO•ARENA20:00 | Grozav 7 | (11–10) | Gutiérrez, Cabral Barbosa 5 | Sala Polivalentă „Unirea”, Bistrița Asistență: 3000 Arbitri: Iliescu, Manea |
| 1 octombrie 2022 PRO•ARENA20:00 | Cronica  |         |                             | Sala Polivalentă „Unirea”, Bistrița Asistență: 3000 Arbitri: Iliescu, Manea |

## Clasament și statistici

### Clasamentul final
| Echipa  | M | V | E | Î | GM | GP | G  | Pct |
| ------- | - | - | - | - | -- | -- | -- | --- |
| România | 3 | 2 | 1 | 0 | 83 | 75 | +8 | 5   |
| Serbia  | 3 | 2 | 0 | 1 | 80 | 83 | −3 | 4   |
| Spania  | 3 | 1 | 0 | 2 | 83 | 82 | +1 | 2   |
| Austria | 3 | 0 | 1 | 2 | 88 | 94 | −6 | 1   |

### Clasamentul marcatoarelor
Actualizat pe 1 octombrie 2022
| Poz. | Nume                       | Echipă  | Goluri |
| ---- | -------------------------- | ------- | ------ |
| 1    | Sorina Grozav              | România | 19     |
| 2    | Jelena Lavko               | Serbia  | 17     |
| 3    | Jovana Stojiljković        | Serbia  | 16     |
| 4    | Sonja Frey                 | Austria | 15     |
| 4    | Ines Ivancok               | Austria | 15     |
| 4    | Nina Neidhart              | Austria | 15     |
| 7    | Alexandrina Cabral Barbosa | Spania  | 14     |
| 7    | Cristina Neagu             | România | 14     |
| 9    | Jennifer Gutiérrez         | Spania  | 13     |
| 10   | Patricia Kovács            | Austria | 12     |